# 太陽の世界
『太陽の世界』（たいようのせかい）は、半村良の小説。ムー大陸2000年の歴史を全80巻かけて描く予定としていた大河小説である。角川書店の『野性時代』を掲載誌として、1980年から開始されたが、1989年に刊行された18巻を最後に中断し、2002年の作者の死去をもって未完の作品となった。角川書店よりハードカバー版と角川文庫版（14巻まで）が発売された他、電子書籍版が2014年に発売された。

## 概要
架空の大陸・ムーの歴史を一から創造するという壮大なSF作品である一方、神話の原型らしき話を取り込んだり、推理小説仕立ての部分を盛り込んだりと様々な試みも行われていた。言葉の面からも様々な遊びの要素を取り入れるなど随所にリアリティを増す工夫もなされており、興味深い作品となっている。

## あらすじ
争いと嘘を好まない平和な民「アム」は戦闘的な部族に故郷を追われ、約束の大地「ラ・ムー」を目指す旅に出る。途中彼らは念動力・念話などの超能力を持つ無髪の民「モアイ」と出会い、合流して旅を続ける。約束の地を見出したアムたちは、両者の混血から生まれた聖双生児イハムとサハムに導かれ、超能力の帝国を築き上げてゆく。

### 各巻タイトル
1. 聖双生児
2. 理想の大地
3. 飛舟の群れ
4. 神々の到来
5. 天と地の掟
6. 英雄の帰還
7. 神征記
8. 悪魔の誕生
9. 続神征記
10. 黄金の湖
11. 王朝初期
12. 霊界の支配者
13. 大地の声
14. 豪族たちの朝
15. 交流と紛争
16. 続・交流と紛争
17. 飛翔する帝国
18. 選ばれざる者

## 登場人物・用語
サハ
アム族の族長の妻の妹。恐竜に襲われ逃げた谷の底でモアイ族と出会い、モアイ族のリーダーであるイルと結婚。イハム、サハムの聖双生児を産む。
イハム
サハムと共に聖双生児と呼ばれる。モアイ族の特徴が出て無髪。天を司るとして念者や僧たちのリーダーとなる。自身の死後も一族を護るべく霊体（神）としての存続を図るが、その精神は大気に溶け希薄になってしまった。
サハム
イハムと共に聖双生児と呼ばれる。混血の特徴である金髪を持ち（アム族は黒髪）、地を司るとして一族のリーダーとなる。
金髪は強い念者の現れでもあったが、世代が下ると念を持たない金髪も現れる。
ヨハム
念者の血が異種族に混じったらどうなるか試してみよというイハムの言によって、サハムが異種族の女に産ませた子供。イハムの養子となる。卓越した超能力を持ち聖者と呼ばれるようになるが、後にサハムの正妻らから疎まれるようになる。
カハム
サハムの嫡子。後にラ・ムーの初代の王となる。以後、ラ・ムーでは初代の名から王を「カハム」と呼ぶ。
作中ではキングや可汗（ハーン）の語源となったとされる。
ラハム
カハムの弟で無髪。イハムの後を継ぎ僧たちの指導者となる。
デギル
ヨハムの弟。有尾人バルバルを支配下に置き、ラ・ムーと敵対する。
トマ
デギルの息子。その出自を隠してデギルがラ・ムーに送り込んできたが、ヨハムはトマが自分の甥であることを判った上で、ラ・ムーに受け入れる。
受け入れられてしばらくは心を入れ替えていたが、成長してからは宰相を操り、王位継承の諍いを引き起こす。
ローロ
ラ・ムーが定住することになった地域に住んでいた少数部族の少年。ラ・ムーと敵対する部族が誘拐したモアイ族の娘を救い出すことになる。
飛舟（キマダ）
葦で編んだ小舟。念者はこの小舟に乗り込み空を飛ぶことができる。

## 装画
ハードカバー版
- 横尾忠則 - 横尾は象形文字デザインも行っている。
- 門坂流

文庫版
- 磯野宏夫（1-11巻）
- 佐竹美保（12-14巻、新装版1-11巻）

## エピソード
- 作者半村良は、この作品の発行印税を80巻分一括で受け取ったと言われる。
- 栗本薫は雑誌の企画で半村にインタビューをし、「全80巻の大長編」という構想を聞いて「ならば自分は100巻の小説を書こう」と思い立ち書き始めたのが『グイン・サーガ』である。半村は生前「もし（『太陽の世界』の）続きを書くなら栗本だ」と述べていたという。なお、『グイン・サーガ』は宣言していた100巻を超えても終わらず、やはり作者の死によって未完で中断するが、別の作者によって継続している。